# Bisbat de Zé Doca
El bisbat de Zé Doca (portuguès: Diocese de Zé Doca; llatí: Dioecesis Zedocana) és una seu de l'Església catòlica al Brasil, que pertany a la regió eclesiàstica Nordest 5, sufragània de l'arquebisbat de São Luís do Maranhão. Al 2021 tenia 359.200 batejats d'un total de 392.000 habitants. Esta dirigida pel bisbe Jan Kot, O.M.I..

## Territori
La diòcesi s'estén a la part nord-occidental de l'estat brasiler de Maranhão. Compren 20 municipis: Amapá do Maranhão, Araguanã, Boa Vista do Gurupi, Bom Jardim, Cândido Mendes, Carutapera, Centro do Guilherme, Centro Novo do Maranhão, Godofredo Viana, Governador Newton Bello, Governador Nunes Freire, Junco do Maranhão, Luís Domingues, Maracaçumé, Maranhãozinho, Nova Olinda do Maranhão, Presidente Médici, Santa Luzia do Paruá, São João do Carú i Zé Doca.
La seu episcopal era la ciutat de Zé Doca, on es troba la catedral del Sant Antoni de Pàdua
El territori s'estén sobre 35.100 km² i està dividit en 21 parròquies, reagrupades en 5 regions pastorals.

## Història
La prelatura territorial de Cândido Mendes va ser erigida el 16 d'octubre de 1961 en virtut de la butlla Quod Christus Iesus de papa Joan XXIII, prenent el territori de la prelatura territorial de Pinheiro (avui diòcesi). L'església de Santa Maria Verge Immaculada serví com a catedral.
El 6 de novembre de 1976, per la carta apostòlica Ex quo tempore, el papa Pau VI proclamà a sant Francesc Xavier com a patró principal de la prelatura territorial.
El 13 d'octubre de 1983, per la butlla In Brasilia Praelaturae del papa Joan Pau II la prelatura territorial fou elevada a diòcesi, amb el nom de bisbat de Cândido Mendes (dioecesis Candimendensis).
El 5 de juliol de 1991, pel decret Cum urbs de la Congregació per als Bisbes, la seu episcopal fou traslladada de Cândido Mendes a Zé Doca, on l'església de Sant Antoni de Pàdua passa a ser la nova catedral, i la diòcesi assumí el nom actual.
El 20 de febrer de 1997 cedí el territori del municipi de Turiaçu al bisbat de Pinheiro.

## Cronologia episcopal
- Sede vacante (1961-1965)

- Guido Maria Casullo † (20 de desembre de 1965 - 5 de novembre de 1985 jubilat)
- Walmir Alberto Valle, I.M.C. † (5 de novembre de 1985 - 6 de novembre de 2002 nomenat bisbe coadjutor de Joaçaba)
- Carlo Ellena (18 de febrer de 2004 - 23 de juliol de 2014 jubilat)
- Jan Kot, O.M.I., des del 23 de juliol de 2014

## Estadístiques
A finals del 2020, la diòcesi tenia 359.200 batejats sobre una població de 392.000 persones, equivalent al 91,6% del total.
| any  | població | població | població | sacerdots | sacerdots       | sacerdots       | sacerdots             | diàques | religiosos | religiosos | parroquies |
| ---- | -------- | -------- | -------- | --------- | --------------- | --------------- | --------------------- | ------- | ---------- | ---------- | ---------- |
| any  | batejats | total    | %        | total     | clergat secular | clergat regular | batejats por sacerdot | diàques | homes      | dones      |            |
| 1963 | 45.000   | 50.000   | 90,0     | 7         |                 | 7               | 6.428                 |         | 7          |            | 3          |
| 1968 | 63.000   | 66.183   | 95,2     | 9         | 6               | 3               | 7.000                 |         | 3          | 16         | 3          |
| 1976 | 75.000   | 80.000   | 93,8     | 8         | 6               | 2               | 9.375                 |         | 2          | 21         | 5          |
| 1980 | 65.700   | 83.000   | 79,2     | 14        | 8               | 6               | 4.692                 |         | 7          | 33         | 12         |
| 1990 | 240.000  | 282.000  | 85,1     | 12        | 6               | 6               | 20.000                |         | 13         | 36         | 13         |
| 1999 | 277.000  | 318.000  | 87,1     | 16        | 12              | 4               | 17.312                |         | 11         | 23         | 11         |
| 2000 | 280.000  | 322.000  | 87,0     | 10        | 6               | 4               | 28.000                |         | 11         | 24         | 11         |
| 2001 | 260.000  | 300.000  | 86,7     | 15        | 11              | 4               | 17.333                | 1       | 12         | 19         | 11         |
| 2002 | 260.000  | 300.000  | 86,7     | 20        | 15              | 5               | 13.000                |         | 13         | 18         | 11         |
| 2003 | 260.000  | 284.932  | 91,2     | 12        | 10              | 2               | 21.666                |         | 11         | 15         | 12         |
| 2004 | 260.000  | 284.932  | 91,2     | 13        | 11              | 2               | 20.000                |         | 8          | 17         | 12         |
| 2010 | 293.000  | 319.000  | 91,8     | 22        | 20              | 2               | 13.318                | 1       | 9          | 14         | 16         |
| 2014 | 307.500  | 334.000  | 92,1     | 26        | 24              | 2               | 11.826                | 1       | 8          | 21         | 20         |
| 2017 | 356.000  | 385.000  | 92,5     | 23        | 21              | 2               | 15.478                | 1       | 7          | 20         | 19         |
| 2020 | 359.200  | 392.000  | 91,6     | 26        | 22              | 4               | 13.815                |         | 9          | 21         | 21         |